# Гребля (Киевская область)
Гребля (укр. Гребля) — село, входит в Переяслав-Хмельницкий район Киевской области Украины.
Население по переписи 2001 года составляло 170 человек. Почтовый индекс — 08412. Телефонный код — 4567. Занимает площадь 0,89 км².

## Местный совет
08450, Киевская обл., Переяслав-Хмельницкий р-н, с. Гайшин, ул. Жовтневая, 16

## История
Хутор был приписан к Петропавловской церкви в Переяславе
Село указано на специальной карте Западной части России Шуберта 1826—1840 годов как хутор Копцевича